# Роберт Ферфакс
Роберт Ферфакс (англ. Robert Fayrfax; 23 квітня 1464 — 24 жовтня 1521) — англійський композитор епохи Відродження. Вважається найбільш видатним і впливовим композитором часу правління Генріха VII і Генріха VIII.

## Біографія
Роберт Ферфакс народився в селі Діпінг Гейт в Лінкольнширі. Користувався заступництвом Леді Маргарет Бофорт — матері Генріха VII і провідною культурної фігури королівського двору. Ферфакс отримав звання Джентльмена Королівської Капели в грудні 1497 року, а також був удостоєний сану капелана Вільної Капели замку Снодхілл. Через рік цей сан перейшов до Роберта Купера, який також носив звання Джентльмена.
Ферфакс отримав ступінь бакалавра музики в Кембриджському Університеті в 1501 році, а через три роки став доктором музики. У 1511 році він здобув ступінь доктора музики в Оксфордському Університеті. У 1502 році став членом Братства Святого Миколая.
На початку свого правління в 1514 році Генріх VIII подарував Ферфаксу звання «Бідного Лицаря Віндзора» з довічною щоденною винагородою в сумі 12 пенні. Крім того, він мав два церковних сани, від яких пізніше відмовився. Ферфаксу виділялися гроші на покупку одягу для урочистостей, а також плата за навчання хлопчиків-співочих.
Протягом чотирьох років, починаючи з 1516 року, Ферфакс представляв королю зібрання своїх творів і отримував за них грошові винагороди.
У 1520 році він диригував Королівською капелою на Полі золотої парчі під час урочистого візиту короля до Франції. 
Роберт Ферфакс помер у 1521 році, імовірно в Сент-Олбансі, де й був похований.

## Роботи і вплив
До нашого часу дійшли 6 мес, 13 мотетів, 9 партесних пісень і 2 інструментальні твори. У числі мес Ферфакса числиться твір, який він використовував при отриманні докторського ступеня — меса O quam glorifica.
Ноти однієї із його мес, Regali ex progenie, були скопійовані в Королівському коледжі Кембріджського Університету, а копії трьох інших (Salve regina, Regali Magnificat і незакінченої Ave lumen gratiae) були включені в Ітонську хорову книгу. Одна його мес Ферфакса, O bone Jesu, була написана на замовлення Леді Маргарет Бофорт, вважається першою Месою-породією.
Ферфакса описували як «провідну фігуру музичної культури його часу» і «найбільш шанованого композитора свого покоління». Його роботи мали великий вплив на більш пізніх композиторів, таких як Джон Тавернер (1490—1545) і Томас Талліс (1505—1585).